# Sudan na Letnich Igrzyskach Olimpijskich 2008
Sudan na Letnich Igrzyskach Olimpijskich 2008 reprezentowało 9 zawodników w 2 dyscyplinach – sami mężczyźni.
Był to dziesiąty start reprezentacji Sudanu na letnich igrzyskach olimpijskich. Podczas tych igrzysk po raz pierwszy w historii zawodnik reprezentujący Sudan zdobył medal. Ismail Ahmed Ismail był drugi w biegu na 800 metrów. Do zwycięzcy stracił zaledwie 0,05 sekundy.

## Zdobyte medale

### Srebrne
- Ismail Ahmed Ismail – Lekkoatletyka – 800 m mężczyzn

## Występy reprezentantów Sudanu

### Lekkoatletyka
- Abdalla Abdelgadir
- Yamile Aldama
- Nagmeldin Ali Abubakr
- Muna Durka
- Nawal El Jack
- Muna Jabir Adam
- Ismail Ahmed Ismail
- Abubaker Kaki

### Pływanie
- Ahmed Adam